# 亨丽爱塔·斯万·勒维特
亨丽爱塔·斯万·勒维特（英語：Henrietta Swan Leavitt，1868年7月4日—1921年12月12日）是一位美国天文学家，毕业于拉德克利夫学院。1893年起，她在哈佛大学天文台担任計算員，负责监视感光片，计算和记录各种星体的亮度。勒维特最著名的成就是发现了造父变星的周光关系。这一发现在她在世时没有得到认可，但却使之后的天文学家能够计算地球与遥远星系间的距离。勒维特逝世后，天文学家哈勃利用造父变星的周光关系，连同在洛厄尔天文台的天文学家维斯托·斯里弗首先测量的光谱变化，发现银河系并不是宇宙中唯一的星系，并且宇宙一直处在膨胀之中，这就是著名的哈伯定律。

## 早年与教育经历
亨丽爱塔·斯万·勒维特出生于美国马萨诸塞州兰开斯特镇。父亲是基督新教公理会的牧师，名为乔治·罗斯威尔·勒维特，母亲名为亨丽埃塔·斯万，祖先约翰·勒维特曾是一位裁缝兼清教执事，17世纪早期从英国迁居至马萨诸塞湾殖民地。勒维特大学先就读于俄亥俄州的欧柏林学院，随后返回家乡，在当时被称作「女性大学教育协会」（Society for the Collegiate Instruction for Women）的拉德克利夫学院继续课业，并于1892年获得学士学位。她在大四那年第一次修读天文学课程，获得了 –的成绩:27。

## 职业生涯

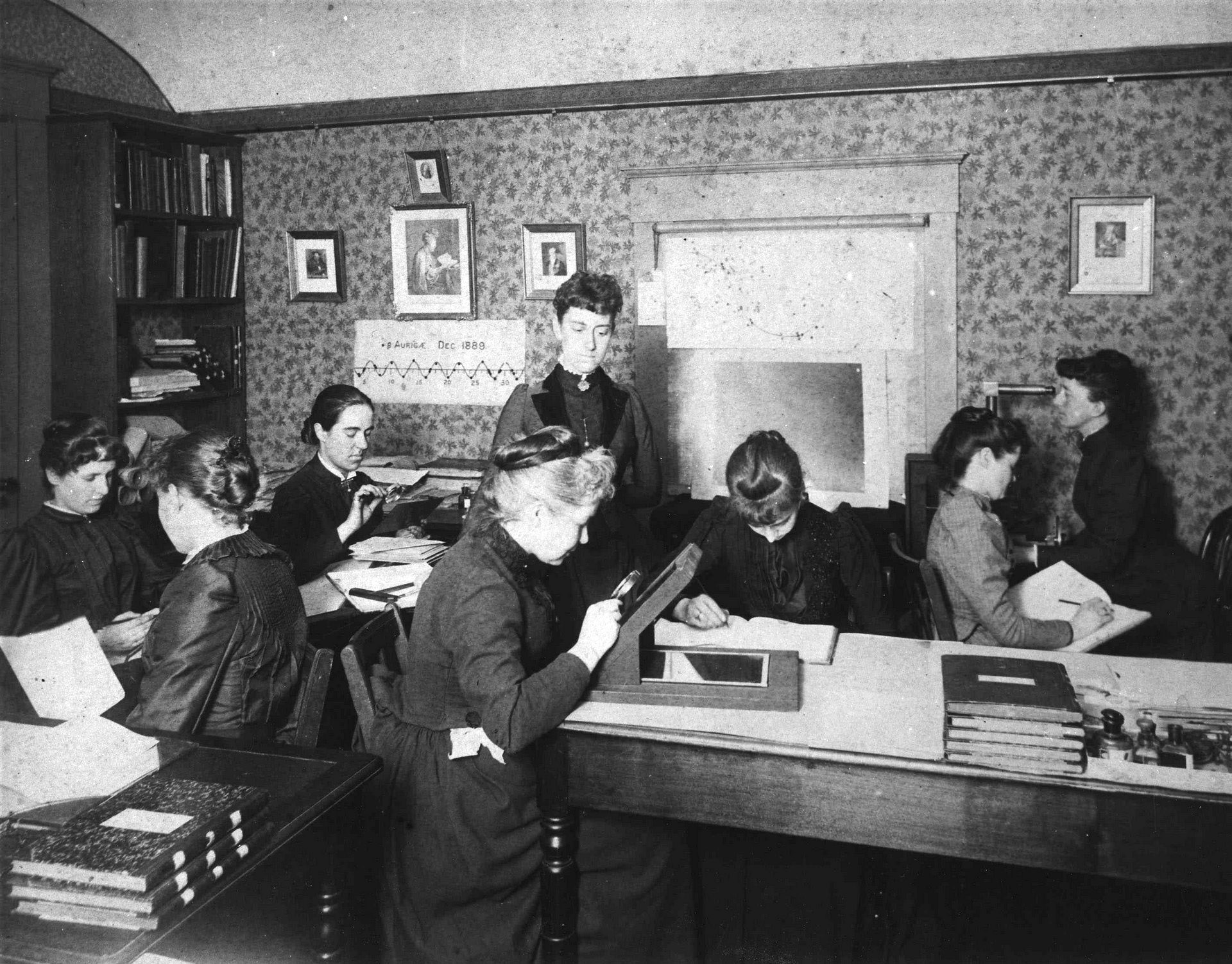
哈佛计算员工作一景，拍摄于约1890年。照片中包括威廉敏娜·弗莱明、安东妮亚·莫里和安妮·坎农。

1893年，勒维特开始在哈佛大学天文台工作，受雇于天文学家爱德华·皮克林，担任计算员的工作，主要负责测算天文台感光板显示的星体亮度变化（在19世纪早期，女性不允许操作天文望远镜）。起初由于有独立的经济来源，皮克林并不支付给她工资，之后，她的工资是时薪0.3美元:32。
皮克林分给勒维特的任务是研究變星，这类恒星的亮度随时间变化。据科普作家杰里米·伯恩斯坦（Jeremy Bernstein）的说法，「当时的研究者对变星的兴趣已有多年，但当勒维特研究感光板时，我想皮克林其实并不期待她能做出什么重大发现——而她却最终改变了天文学。」在麥哲倫雲对应的感光图像上，勒维特注意到了数千个变星。1908年，她把这些发现整理成论文，发表在了《哈佛学院天文观测年鉴》（Annals of the Astronomical Observatory of Harvard College）上，并指明几个变量间的规律：越亮的变星亮度变化周期越长，两者关系紧密，可供预测。
麦哲伦云中所有造父变星距地球的远近相当，运用这一假设，勒维特想到这些星体的实质亮度可由观测亮度和各自距星云的距离推断得出。「因为变星距地距离几乎一致，他们的周期就显然与实际发光亮度有关，而这是由它们的质量、密度和表面亮度决定的。」
她的发现常被称为「周光关系」：周期的对数与星体平均的实际亮度（intrinsic luminosity）线性相关（这里，亮度定义为星体在可见光光谱中辐射量的对数）。用勒维特本人的话说，根据她在哈佛天文台对1777个变星的研究，「这两个变量的关系很容易用一条直线描绘，这显示出造父变星的亮度和周期间的关系很简单。」

## 影响

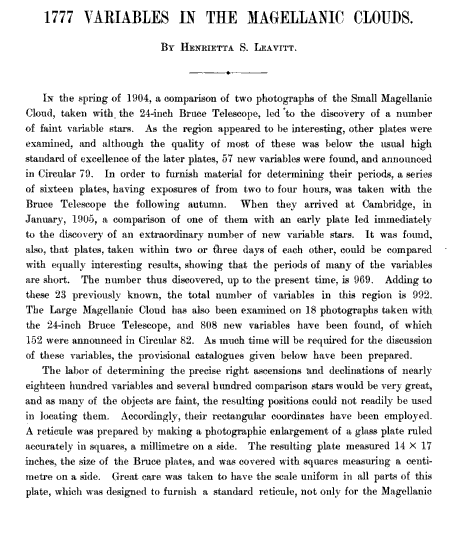
1908年勒维特在《哈佛大学天文台年鉴》（Harvard College Observatory）中发表《麦哲伦星云中的1777个变星》（1777 Variables in the Magellanic Clouds），此为论文首页。

周光关系的发现是天文学的重大进展，使得科学家能够计算地球与遥远星云的间距，对于此类天体，传统的恆星視差的观测方法不再适用。勒维特发布研究结果后的一年，埃希纳·赫茨普龙确定了银河系中多个造父变星的距地距离，有了勒维特的结果，任何造父变星的距离都可以被精确计算。
很快，天文学家在其他星系中也发现了造父变星，例如哈勃在1923–1924年间在仙女座星系中的发现。这也部分证明了「螺旋星云」是远在银行系之外的独立星云。因此，勒维特的发现将会永远改变人类对宇宙的认知，正如哈罗·沙普利提出太阳系不是银河系中心、愛德文·哈勃提出银河系不是宇宙中心一样。哈勃本人的研究确立了宇宙始终膨胀，这其实也是建立于勒维特的成果之上的。在《测量宇宙》（Measuring the Cosmos）一书中，作者大卫·克拉克和（David H. Clark）和马修·克拉克（Matthew D.H. Clark）这样写道：「如果说勒维特提供了确定宇宙大小的钥匙，那么哈勃就是那个把钥匙插进锁眼，并发觉如何开锁的人。」
根据记载，哈勃本人也时常说勒维特配得上诺贝尔奖。1924年，瑞典科学院的数学家哥斯塔·米塔-列夫勒曾考虑提名她，但却得知她已于三年前死于癌症，而诺贝尔奖并不追封逝者。

## 病逝

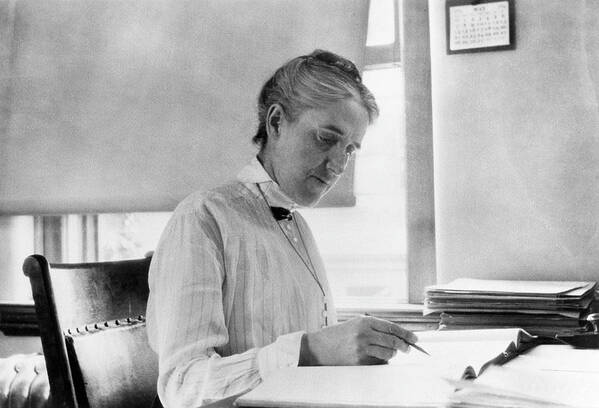
勒维特在书桌前工作，摄于哈佛大学天文台。

勒维特在哈佛的工作时断时续，时而受疾病困扰，又为家庭职责所累。她从拉德克里夫学院毕业后的一年患上了一种痼疾，这使她逐渐丧失了听力。1921年，哈罗·沙普利接手天文台主任一职，勒维特被委任主管测光学部门。同年年末，她却因癌症逝世，葬于勒维特家族在麻省剑桥市的墓园中:89。乔治·约翰逊（George Johnson）在勒维特的传记中如此写道：「墓园坐落在一个平缓的小山尖上，墓地有一处高耸的六边形纪念碑，在碑顶则有一个地球仪。她的叔叔伊拉斯谟·勒维特和他的一家也埋葬于此，连同这一家族许许多多过去的成员。一个纪念亨麗愛塔和她早逝的两个手足的匾额正放在地球仪上澳洲大陆下方。在墓园另一端，有一处被更多人拜访的地方，那里是亨利·詹姆斯和威廉·詹姆士的坟墓:90。」
勒维特是Phi Beta Kappa荣誉协会成员、美国大学女性联合会（American Association of University Women）成员、美国天文学和天体物理协会（American Astronomical and Astrophysical Society）成员、美国科学促进会成员（American Association for the Advancement of Science）和美国变星观测者联合会（American Association of Variable Star Observers）荣誉成员。对同事而言，她的逝世是一桩悲剧，这不仅是因为她的科学成就，更多源于她的人格魅力。在讣告中，她的同事梭伦·欧文·贝利这样写道：「她有着欣赏他人长处和可爱之处的美好性格，也有着充满阳光的本性，对她而言，人生的一切都如此美妙又充满意义:28。」

## 荣誉
- 小行星5383和月球的勒维特撞击坑皆以她的名字命名[12][17]。
- 由于并不知道勒维特的死讯，哥斯塔·米塔-列夫勒曾考虑提名其获选诺贝尔物理学奖，并致信哈罗·沙普利，请求后者给出更多勒维特的工作细节。沙普利回信说勒维特已经去世，并声称真正的荣誉应归于沙普利本人，因为他正确「解读」了勒维特的发现。最终，勒维特并未得到提名，因诺奖不授予逝者[3]:118。